# 優生保護法
優生保護法（ゆうせいほごほう）は、1948年（昭和23年）から1996年（平成8年）まで存在した日本の法律である。
優生思想・優生政策上の見地から不良な子孫の出生を防止することと、母体保護という2つの目的を有し、強制不妊手術（優生手術）、人工妊娠中絶の合法化、受胎調節、優生結婚相談などを定めたものであった。国民の資質向上を目的とした1940年の国民優生法を踏襲した。
1996年の法改正で優生思想に基づく部分は障害者差別であるとして削除され、法律名も「母体保護法」に改められた。
2024年7月3日に、最高裁判所大法廷が、本法の各優生条項が憲法13条、14条に違反していたとする判決を言い渡した。

## 法律制定の背景・世界的な流行と衰退
19世紀後半にフランシス・ゴルトンが提唱した優生学は、「人類の遺伝的素質を改善することを目的とし、悪質の遺伝的形質を淘汰し、優良なものを保存することを研究する学問」と定義される。そのような思想（優生思想）を具体的に実現するため、強制不妊・断種を推し進める政策は優生政策と呼ばれた。そして、20世紀に入って、アメリカ合衆国で優生政策が実施されたことを皮切りに、世界的に国民の保護や子孫のためとして支持を集めるようになった。
その一環が断種法の制定で、1907年にアメリカ合衆国インディアナ州で、世界初の優生思想に基づく堕胎・断種法が制定され、それ以降、1923年までに全米32州で制定された。1909年に全米3番目に成立したカリフォルニア州などでは梅毒患者、性犯罪者なども対象となったこともあった。1920年代には、カリフォルニア州の実施件数の多さのため、国内外で大きな注目を浴びるようになった。アメリカの施策は注目を集め、1930年代はドイツ、北欧諸国など世界的に断種法が制定されていった。しかし、アメリカ合衆国の断種法を重要なモデルとしたナチス・ドイツにおいて優生政策が「障害者の断種」を超え、「障害者の殺害」にまで至ったことで、優生政策に内在する思想的危険性が指摘されるようになった。他にも、多くの疾患・障害の遺伝性が科学的に疑問視されるようになったため、概ね第二次大戦の終わりを境に、世界的な潮流としては、「障害者に対する優生政策」は後退していった。アメリカや北欧では1970年代まで断種が実施された。

## 日本における制定の過程

### 戦前
戦前の日本では1880年（明治13年）に堕胎罪が規定され、母体の生命が危険な場合など一部の例外を除いて人工妊娠中絶が禁止された。その後に1934年（昭和9年）には「民族優生法」案が議員提案され、1940年（昭和15年）、ナチス・ドイツの遺伝病子孫防止法をモデルに政府提案により国民優生法が制定された。国民優生法は「悪質なる遺伝性疾患の素質を有する者の増加を防遏するとともに健全なる素質を有する者の増加を図り、もって国民素質の向上を期することを目的」とし、優生思想の導入及び人工妊娠中絶と不妊手術に対する規制を図り、戦時下の人口増加政策を担うものであった。
この法律の施行後の実態としては、「悪質の遺伝防止」よりも産めよ殖やせよに代表される「(日本国民の)人口増加」が最優先とされた。

### 戦後「優生保護法」の制定
戦後、1948年（昭和23年）に優生保護法に改められた。優生保護法は、名称から連想される優生政策、つまり、特定の障害・疾患を有する者を「不良」と扱い、そこから子孫が生じることのないよう強制的に不妊手術（優生手術）を行うことのほか、法律名称上は表れていないものの、母体保護の見地から一定の要件下での中絶・不妊を合法化すること、という2つの目的を有するものであった。第1条には、「この法律は母体の生命健康を保護し、且つ不良な子孫の出生を防ぎ、以て文化国家建設に寄与することを目的とする」と記されていた。また、この法律で初めて経済的理由による中絶が法的にみとめられることになった。
優生保護法が与野党の全会一致で立法に至った背景には、戦後の治安組織の喪失・混乱や復員による過剰人口問題と食糧難への懸念、性的暴行による望まぬ妊娠（GIベイビー）の問題といった国内事情、1948年1月に発覚した寿産院事件との関連性、（法継受の観点で）ナチス・ドイツによる優生政策・遺伝病子孫防止法（断種法）が戦後の日本の法制度へ与えた影響など、様々な考察が存在する。
当初、新生日本国政府は人口縮小がもたらされることを懸念して、戦時に続き産児制限に消極的な姿勢を示していた。たとえば、1947年に早くも加藤シヅエ議員（日本社会党）が産児制限の必要性を訴えたときのことである。加藤は当時の国民優生法について「軍国主義的な産めよ殖やせよの精神によってできた法律。手続きが煩雑で悪質の遺伝防止の目的をほとんど達することができなかった」と批判し、「飢餓戦場に立たされている国民の食糧事情、失業者の洪水、絶無に近い医療設備など、そのどれを取っても、絶対的に必要」と主張している。これに対し、芦田均厚生大臣は「政府は産児制限を認める意向はない」との声明を発表している。また、1946年4月には厚生省に「人口問題研究所」が創設され、バースコントロールの運用にも議論が及んだ一方で、8月に河合良成厚生大臣は「政府は産児制限をすぐには合法化しない」と語っている。こうした政府の態度に業を煮やした一部の国会議員たちが、バースコントロールの合法化に向けて動き出した。
戦前から産児制限運動を主導していた馬島偶や加藤シヅエは、1947年6月、それぞれ「日本産児調節連盟」と「産児制限普及会」を創設。福田昌子、加藤シヅエ、太田典礼らは、1946年（昭和21年）4月10日に行われた第22回衆議院議員総選挙で当選した後、日本社会党の代議士となり、1947年8月に優生保護法案を提出した。上記2つの目的のうち、母体保護の観点では、多産による女性への負担や母胎の死の危険もある、流産の恐れがあると判断された時点での堕胎の選択肢の合法化を求めた。福田らは、死ぬ危険のある出産は女性の負担だとして、人工妊娠中絶の必要性と合法化を主張するとともに、優生政策として、断種手術の徹底も求めた。日本社会党案はGHQとの折衝に手間取ったこともあり、国会では十分な議論がされず、いったんは審議未了となった。ところが国会終了後に参院の保守系政党の医系議員から自分らに提出を委せてほしいとの申し出が来た。意図に不安を感じた社会党議員らは骨抜きにされるのではないかと懸念し当初は拒否したものの、衆参両院で法案に賛同する保守系議員が増加、結局、衆参両院で超党派で提出することになった。谷口弥三郎（のちに日本医師会会長）らをはじめとする超党派議員の議員立法で、1948年6月12日に再提出され、参議院で先議された後、衆議院で6月30日に全会一致で可決され、7月13日に法律として発布された。原立案者の社会党の加藤シヅエ、太田典礼議員も「敗戦のドサクサに紛れてアッという間に成立した感じだった」と評する状態であったという。実態的には多くの国民がろくに知らないまま優生保護法は成立した形であった。

## 構成
- 第一章　総則
- 第二章　優生手術
- 第三章　母性保護
- 第四章　優生保護委員会
- 第五章　優生結婚相談所
- 第六章　届出、禁止その他
- 第七章　罰則
- 附則

### 優生手術の対象となった障害・疾患
- 一　遺伝性精神病
  - 精神分裂病
  - 躁鬱病
  - 真性癲癇
- 二　遺伝性精神薄弱
  - 白痴[注釈 1]
  - 痴愚[注釈 2]
  - 魯鈍[注釈 3]
- 三　強度且つ悪質な遺伝性精神変質症
  - 著しい性欲異常
  - 兇悪な常習性犯罪者
- 四　強度且つ悪質な遺伝性病的性格[注釈 4]
  - 分裂病質
  - 循環病質
  - 癲癇病質
- 五　強度且つ悪質な遺伝性身体疾患
  - 遺伝性進行性舞踏病
  - 遺伝性脊髄性運動失調症
  - 遺伝性小脳性運動失調症
  - 筋萎縮性側索硬化症
  - 脊髄性進行性筋萎縮症
  - 神経性進行性筋萎縮症
  - 進行性筋性筋栄養障碍症
  - 筋緊張病
  - 筋痙攣性癲癇
  - 遺伝性震顫症
  - 家族性小児四肢麻痺
  - 痙攣性脊髄麻痺
  - 強直性筋萎縮症
  - 先天性筋緊張消失症
  - 先天性軟骨発育障碍
  - 多発性軟骨性外骨腫
  - 白児
  - 魚鱗癬
  - 多発性軟性神経繊維腫
  - 結節性硬化症
  - 色素性乾皮症
  - 先天性表皮水疱症
  - 先天性ポルフイリン尿症
  - 先天性手掌足蹠角化症
  - 遺伝性視神経萎縮
  - 網膜色素変性
  - 黄斑部変性
  - 網膜膠腫
  - 先天性白内障
  - 全色盲
  - 牛眼[注釈 5]
  - 黒内障性白痴
  - 先天性眼球震盪
  - 青色鞏膜
  - 先天性聾
  - 遺伝性難聴
  - 血友病
- 六　強度な遺伝性奇型
  - 裂手、裂足
  - 指趾部分的肥大症
  - 顔面披裂
  - 先天性無眼球症
  - 嚢性脊髄披裂
  - 先天性骨欠損症
  - 先天性四肢欠損症
  - 小頭症
- その他厚生大臣の指定するもの

## 資格
- 優生保護法指定医[19]

## 改正の経過
その後の優生保護法の改正経緯は、1980年代までにかけては、同法の目的のうち母体保護・中絶との関係で、胎児の生命保護(プロライフ)とのバランスをどう図るかを中心に論議が展開された。その一方、障害者等の人権上重大な問題をはらんでいた優生政策・強制不妊（優生手術）に関する規定については、1990年代に至るまで顧みられることがなかった、と要約できる。
まず、母体保護関係の改正経緯としては、1949年、52年に優生保護法が改正され、国家として避妊を奨励するとともに、中絶規制を緩和し、「経済的理由」を目的とした人工妊娠中絶も認められることとしたほか、地区優生保護審査会の認定を不要とした。中絶に関しては、まず第13条第1項の第1号から第2号までを「本人又は配偶者が精神病又は精神薄弱であるもの」「妊娠の継続又は分娩が身体的又は経済的理由により母体の健康を著しく害する度れのあるもの」と改め、経済的理由に基づく中絶が合法化されたことが爆発的な中絶件数の増加をもたらすなど極めて大きな意義を持った。この規定を追加したことにより、日本は世界で初めて経済的理由に基づく中絶を合法化した国となった。修正案を提出した一員の谷口弥三郎は「子供の将来を考えるような比較的優秀な階級の人々が普通産児制限を行い、無自覚者や低脳者などはこれを行わんために、国民素質の低下即ち民族の逆陶汰が現われて来る恐れがある」と指摘し、こうした傾向を防止するためにも優生保護法が必要であると説明、そして「極く下等、或いは生活能力のない…多産であって非常に貧困な者」に対して指導していく必要があると主張していた。その後、高度成長により、経済団体の日本経営者団体連盟（日経連）などからは、将来の優れた労働力の確保という観点から中絶の抑制が主張されるようになったほか、宗教団体からは、プロライフ的な理由から生長の家とカトリック教会が優生保護法改廃期成同盟を組織して、中絶反対を訴えた。一方、羊水診断の発展により、障害を持つ胎児が早期に発見されるようになり、日本医師会や日本母性保護医協会は、生長の家などの主張には反対しつつ、障害を持つ胎児の中絶を合法化するように提言した。このような対立軸の下、1972年時の優生保護法改正案には、下記の2に示される胎児条項が記載されたが、これは同時代の出生前診断技術の勃興を受けて、日本母性保護医協会が導入を主張した結果であった。これに対して、全国青い芝の会などの障害者団体は優生学的理由を前面に出した中絶の正当化に対して、中ピ連やリブ新宿センターなどの女性団体からはそれに加え、プロチョイス的な理由から「経済的な理由に基づく中絶の禁止」に対して、反発した。
これとは対立的に1969年、男性希望者に性転換手術をした医師が有罪になったブルーボーイ事件判決があった。当時の28条「何人も、この法律の規定による場合の外、故なく生殖を不能にすることを目的として手術又はレントゲン照射を行ってはならない」に違反したものとされた。すなわち一方では中絶を禁止し、一方では中絶を強制するという選別があった。
このように1970年代から1980年代にかけて、中絶規制緩和をめぐって激しい議論がなされたことを受け、1972年5月26日、政府（第3次佐藤改造内閣）提案で優生保護法の一部改正案が提出された。改正案は宗教団体などの意向を反映したもので、以下の3つの内容であった。
1. 母体の経済的理由による中絶を禁止し、「母体の精神又は身体の健康を著しく害するおそれ」がある場合に限る。
2. 「重度の精神又は身体の障害の原因となる疾病又は欠陥を有しているおそれが著しいと認められる」胎児の中絶を合法化する。
3. 高齢出産を避けるため、優生保護相談所の業務に初回分娩時期の指導を追加する。

障害者団体からは主に2が、女性団体からは主に1と3が反対の理由となった。法案は一度廃案になったが、1973年に再提出され、継続審議となった。1974年、政府は障害者の反発に譲歩し、2の条項を削除した修正案を提出し、衆議院を通過させたが、参議院では審議未了で廃案となった。廃案の背景については、1974年6月に同修正案に反対する日本母性保護医協会の推した候補、丸茂重貞が選挙で圧勝したことがあるとの意見がある。
生長の家などによる、経済的理由による中絶禁止運動はその後も続いた。妊娠中絶を容認しないカトリック教会のマザー・テレサは、1981年・1982年と二度の来日で、人工妊娠中絶が認められることへの反対を訴えている。一方で日本母性保護医協会、日本家族計画連盟などが中絶を禁止するべきでは無いと主張し、地方議会でも優生保護法改正反対の請願が相次いで採択された。その結果、1981年（鈴木善幸内閣）から再度の改正案提出が検討されていた。1983年5月（第1次中曽根内閣）には、自民党政務調査会優生保護法等小委員会で「時期尚早」との結論を出した。1983年6月26日投票の参議院議員選挙では、自民党内の生長の家系、日母系の陣営のいずれが勝利するかが、改正案の帰趨を制すると見なされたが、勝利したのは日母の側であった。結果、生長の家政治連合は解散した。以後の優生保護法改正案の国会提出は断念された。
1970年代以降徐々に、優生保護法の優生政策・優生手術に関する規定が、障害者の人権上深刻な問題を抱えているとの批判が広がった。強制不妊手術の実施数は、1950年代末に年1000件以上に達したが次第に減少し、1980年代にはほとんど行われなくなった。1996年（平成8年）の議員立法による法改正により、優生条項が全て削除され、母体保護と中絶に関する規定のみが残され、法律名称も母体保護法と改められた（主務官庁は厚生労働省（雇用均等・児童家庭局母子保健課））。1948年からの強制不妊手術の実施総数は1万6250件である。

### 1996年法改正後の動向
1998年（平成10年）、国際連合人権委員会は、母体保護法による強制不妊手術を強いられた被害者への補償を日本国政府に勧告した。
2018年（平成30年）、強制不妊手術の宮城県の被害者女性が国家賠償請求訴訟を提起した。
2019年（令和元年）、強制不妊手術の被害者に一時金を支払う救済法（旧優生保護法に基づく優生手術等を受けた者に対する一時金の支給等に関する法律）が成立し、政府がおわびの談話を発表した。
2020年（令和2年）、国会が立法経緯や被害実態の調査を開始した。
2024年（令和6年）、最高裁大法廷が旧優生保護法の優生条項の違憲を認定し、国に対し賠償を命じる判決を言い渡した。

## 訴訟
2018年以降、旧優生保護法に基づいて強制不妊を受けさせられたとする原告らが、国に対して国家賠償を求める民事訴訟が全国各地で提起された。裁判で原告らは優生保護法の違憲性をとなえて賠償を請求しているのに対し、国は優生保護法の違憲性の主張に対する反論を一切行わず、民法旧724条後段の除斥期間が経過していることのみを争っている。
2024年7月3日に最高裁判所大法廷が、旧優生保護法中のいわゆる優生規定（同法3条1項1号から3号まで、10条及び13条2項）を憲法13条、14条違反と判断し、国に対し賠償を命ずる判決を言い渡した。